# Agence exécutive
Une agence exécutive (en anglais : executive agency) est un organisme administratif dépendant d'un ministère ou département exécutif qui fonctionne de façon autonome en ce qui concerne son administration et son budget. Ce schéma de gouvernance est utilisé en particulier au Royaume-Uni mais a été imité ailleurs. Les agences exécutives se distinguent des départements non ministériels ainsi que des autorités administratives indépendantes, qui bénéficient d'une indépendance réelle à l'égard du pouvoir exécutif et des ministres. On peut citer le service pénitentiaire de Sa Majesté, l'agence de gestion des permis de conduire et cartes grises Driver and Vehicle Licensing Agency (en) ou encore l'agence pour la recherche d'emploi Jobcentre Plus (en), qui a succédé au British Unemployment Office. Ce modèle est devenu le modèle utilisé dans les années 1990 pour les services publics : en 1997, plus de trois quarts des fonctionnaires britanniques étaient employés d'une agence exécutive.

## Autres pays
Les États-Unis ont importé le modèle lors du mandat de Bill Clinton (sous le nom de performance-based organizations ). Mais les États-Unis possèdent de longue date des agences fédérales qui peuvent être dépendantes d'un département exécutif (équivalent d'un ministère) ou indépendantes même si la plupart font partie du bureau exécutif du président des États-Unis fondé en 1939. 
Le Canada a également importé le modèle britannique  (sous le nom de special operating agencies ), le Japon ou la Jamaïque.
En Europe, certaines agences de l'Union européenne sont des agences exécutives.

## Liste d'agences exécutives au Royaume-Uni par département

### Procureur général
- Treasury Solicitor's Department

### Bureau du Cabinet
- Central Office of Information
- Government Procurement Service

### Ministère de la Défense
- Poste des forces britanniques
- Defence Analytical Services Agency
- Defence Estates
- Defence Medical, Education and Training Agency
- Defence Equipment & Support
- Defence Science and Technology Laboratory
- Defence Storage and Distribution Agency
- Defence Transport and Movements Agency
- Defence Vetting Agency
- Disposal Services Agency
- Duke of York's Royal Military School
- Institut hydrographique du Royaume-Uni
- Ministry of Defence Police and Guarding Agency
- People, Pay and Pensions Agency
- Queen Victoria School
- Royal Navy Supply and Transport Service
- Service Children's Education
- Service Personnel and Veterans Agency

### Chancelier de l'Échiquier
- National Savings and Investments

### Bureau des Affaires étrangères et du Commonwealth
- FCO Services
- Wilton Park Conference Centre

### Département des Affaires, de l'Innovation et des Compétences
- Companies House
- Insolvency Service
- UK Intellectual Property Office
- National Measurement Office
- Met Office

### Département des Communautés et du Gouvernement local
- The Fire Service College
- Planning Inspectorate
- Queen Elizabeth II Conference Centre

### Département de la Culture, des Médias et du Sport
- Royal Parks Agency (qui est notamment responsable des parcs royaux de Londres)

### Département de l'Environnement, de l'Alimentation et des Affaires rurales
- Animal Health
- Food and Environment Research Agency
- Centre for Environment, Fisheries and Aquaculture Science
- Government Decontamination Service
- Food Standards Agency
- Marine and Fisheries Agency
- Pesticides Safety Directorate
- Rural Payments Agency
- Veterinary Laboratories Agency
- Veterinary Medicines Directorate

### Département de la Santé
- Medicines and Healthcare products Regulatory Agency[3]
- NHS Purchasing and Supply Agency[3]

### Bureau de l'Intérieur
- Criminal Records Bureau
- Forensic Science Service
- Identity and Passport Service
- UK Border Agency

### Ministère de la Justice
- HM Courts Service
- HM Land Registry
- HM Prison Service
- Archives nationales
- Public Guardianship Office
- Tribunals Service

### Bureau pour l'Irlande du Nord
- Compensation Agency
- Forensic Science Agency Northern Ireland
- Northern Ireland Prison Service
- Youth Justice Agency

### Département des Transports
- Driver and Vehicle Licensing Agency
- Driving Standards Agency
- Government Car and Despatch Agency
- Highways Agency
- Maritime and Coastguard Agency
- Vehicle and Operator Services Agency
- Vehicle Certification Agency

### Trésor de Sa Majesté
- National Savings and Investments
- Office for National Statistics
- Buying Solutions
- Royal Mint
- UK Debt Management Office
- Valuation Office Agency

### Département du Travail et des Retraites
- Child Support Agency
- The Pension, Disability and Carers Service
- JobCentre Plus
- Rent Service

### Commission des forêts
- Forest Enterprise (Angleterre)
- Forest Enterprise (Écosse)
- Forest Research

### HM Revenue and Customs
- Valuation Office Agency